# شهرداری تره
شهرداری تره (به لاتین: Tearce Municipality) یک منطقهٔ مسکونی در مقدونیه شمالی است که در مقدونیه شمالی واقع شده‌است. شهرداری تره ۱۳۶٫۵۴ کیلومتر مربع مساحت و ۲۲٫۴۵۴ نفر جمعیت دارد.